# Hippodrome de Tours-Chambray
 (avril 2025).
Si vous disposez d'ouvrages ou d'articles de référence ou si vous connaissez des sites web de qualité traitant du thème abordé ici, merci de compléter l'article en donnant les références utiles à sa vérifiabilité et en les liant à la section « Notes et références ».
L'Hippodrome de Tours-Chambray (ou hippodrome des Genêts) se situe à Chambray-lès-Tours (banlieue de Tours) en Indre-et-Loire. Il fut inauguré le 18 avril 1945.
C'est un hippodrome ouvert au galop et au trot disposant d'une piste de 1300m en herbe avec corde à droite.
Elle organise cinq réunions de courses par an & son programme comporte des épreuves dans les trois disciplines : plat, trot, obstacles, Trot monté,.